# Heteronychia benefactor
Heteronychia benefactor är en tvåvingeart som först beskrevs av Malloch 1929.  Heteronychia benefactor ingår i släktet Heteronychia och familjen köttflugor.
Artens utbredningsområde är Tanzania. Inga underarter finns listade i Catalogue of Life.